# Shinji Mikami
Shinji Mikami (三上 真司 Mikami Shinji; Iwakuni, 11 agosto 1965) è un autore di videogiochi giapponese, noto per aver creato la famosa saga survival horror Resident Evil.
Ha contribuito ad alcuni dei più popolari franchise della Capcom, a partire dalla quinta generazione, quali ad esempio: Dino Crisis, Viewtiful Joe, Devil May Cry, God Hand e Ace Attorney. È inoltre il creatore dello sparatutto Vanquish.
(Shinji Mikami)

## Carriera

### Inizio in Capcom (1990-1994)
Dopo essersi laureato, Shinji si unì a Capcom all'età di 25 anni nel 1990. Tra i suoi primi giochi, ci furono alcuni dei più importanti dei primi anni novanta, come Disney's Aladdin e Goof Troop entrambi per Super Nintendo Entertainment System; il primo raggiunse le 1,75 milioni di copie vendute, confermadosi come il suo primo gioco di successo.

### Il successo con Resident Evil e Dino Crisis (1994-1999)
Nel 1994, Mikami iniziò a lavorare su un gioco a tema survival horror, pianificando la sua pubblicazione per PlayStation e Sega Saturn: quel gioco si sarebbe chiamato Resident Evil. L'idea, fondata in buona parte sui film di George A. Romero, era quella di ambientare il gioco in una villa infestata da mostri, in cui il giocatore avrebbe dovuto dare il meglio di sé per sopravvivere con risorse abbastanza limitate. Il termine survival fu coniato appositamente per questo da Capcom, e venne creato, di fatto, insieme e grazie a Resident Evil. A livello tecnico, il gioco avrebbe utilizzato una particolare combinazione di modelli di personaggi pilotabili con poligoni reali e computer grafica 3D, mentre lo sfondo ed il design ambientale sarebbe stato realizzato in modo pre-rendrizzato, ovvero statico e non interattivo.
Nel 1996 il gioco fu pubblicato, con il nome di BioHazard, in Giappone e poi nel resto del mondo come "Resident Evil", e fu un successo enorme: oltre 5 milioni di copie furono vendute, trascinando il successo planetario di PlayStation, e diventando una delle sue killer application. Il gioco fu anche un successo di critica, oltre che di pubblico, popolarizzando di fatto il genere horror nell'arte videoludica, al pari di quello che Metal Gear Solid fece con il genere stealth.
Con il successo di Resident Evil, il prestigio di Mikami all'interno di Capcom crebbe notevolmente, e fu messo alla guida di un nuovo progetto, un seguito di Resident Evil. Per il secondo capitolo del gioco, Shinji decise di spostare l'ambientazione da una villa ad un ambiente relativamente più grande, tipo giungla urbana. La tecnologia di realizzazione sarebbe migliorata, ma essenzialmente rimasta invariata al primo capitolo: personaggi con poligoni 3D, e sfondo realizzato in modo pre-rendrizzato. Nel 1998 fu pubblicato Resident Evil 2, che si dimostrò un successo planetario, superando il primo capitolo in fatto di vendite e toccando la soglia delle 5,80 milioni di copie vendute, non mancando ovviamente l'ottimo riscontro tra le recensioni della stampa specializzata.
Appena un anno dopo, Mikami completò i suoi lavori su Resident Evil 3: Nemesis e Dino Crisis. Il terzo capitolo di Resident Evil raccolse pareri ottimi dalla critica, e vendette molto bene seppur non riuscì a superare le 4 milioni di copie. Dino Crisis invece fu un buon inizio per una nuova IP, sviluppata con le stesse tecnologie di Resident Evil e un gameplay essenzialmente identico dove però cambiava il contesto narrativo; fu un successo con oltre 2,70 milioni di copie vendute e pareri della critica molto buoni.

### Capcom Production Studio 4 e il GameCube (1999-2005)
Alla fine del secolo, nel 2000, Capcom decise di affidare la sezione di sviluppo giochi a Mikami, e la rinominò Studio 4. A capo di questo studio Shinji fu produttore nell'immediato di Resident Evil: Code Veronica, inizialmente sviluppato solo per Sega Dreamcast, e di Dino Crisis 2 per PlayStation.
Il primo passo di Mikami con Studio 4 fu fatto proprio nel 2000, con Resident Evil: Code Veronica. Data la sua distribuzione anticipata, rispetto alle altre console di sesta generazione, il Sega Dreamcast era di fatto la console più potente disponibile al momento sul mercato, e per questa fu scelta per lo sviluppo di Code Veronica già nel 1998. Grazie alle potenzialità della console SEGA, Mikami e il suo team, riuscirono per la prima volta ad utilizzare sfondi e fondali in reale 3D, andando oltre le ormai obsolete tecniche di pre-rendering. Code Veronica venne pubblicato e fu acclamato dalla critica, vendette però solo 1,10 milioni di copie, a causa della bassa quotazione di mercato raggiunta dal Sega Dreamcast, che sarebbe andato fuori produzione l'anno successivo. Anche il suo Dino Crisis 2 venne accolto bene come il predecessore, e vendette oltre 1,20 milioni di copie.
Nel 2001, mentre Code Veronica veniva distribuito anche su PlayStation 2, Mikami strinse un accordo molto particolare con Nintendo, secondo la quale i giochi "Resident Evil" sarebbero stati pubblicati solo su Nintendo GameCube, assicurando alla casa di Kyoto l'esclusiva sul prestigioso marchio. La collaborazione fu dunque varata, e di qui in poi si sarebbe avviata un'escalation che avrebbe portato ad una completa rivoluzione nel mondo di Resident Evil, e nel suo modo di giocare: Resident Evil 4. Tuttavia prima di concepire i cambiamenti, Mikami tornò sul primo capitolo della saga, Resident Evil, e avviò i lavori per una remake su Nintendo GameCube, che fosse in grado di sfruttare la potenza della console per conferire al gioco una nuova veste grafica, completamente ricostruita. Il gioco uscì nel 2002 e venne accolto molto bene dalla critica; le vendite furono piuttosto buone con oltre 1,40 milioni di copie, ma mancarono di soddisfare le aspettative dei vertici della Nintendo.
Tuttavia Mikami, provò ancora, creando un nuovo gioco della saga di Resident Evil, un prequel del primo capitolo con il nome di Resident Evil Zero. Zero fu commercializzato alla fine del 2002 ed anch'esso si confermò ben acclamato dalla critica, e con vendite decenti a quota 1,30 milioni di copie vendute. Tuttavia i vertici di Nintendo furono delusi ancora da questi risultati. Nintendo chiese a Shinji dei cambiamenti al gioco di modo da renderlo adatto ad una fascia più ampia di giocatori. Allora Mikami pensò di aggiornare la formula stessa del gioco, rendendola più action e dotandola di azioni quick time event. Inoltre, vennero rivisti anche il sistema di telecamera che da visuale isometrica passò alle spalle del protagonista, con un sistema di mira manuale come negli sparatutto in terza persona. Stava nascendo Resident Evil 4.
Nei primi mesi del 2005, Resident Evil 4 uscì su Nintendo GameCube, e fu acclamato universalmente in maniera eccezionale e vendette quasi 1,70 milioni di copie, un successo certamente più alto dei due precedenti capitoli usciti sul Cubo. Tuttavia il quarto capitolo, si rivelò per Nintendo un'esclusiva solo temporanea: come difatti si era annunciato alla fine del 2005, Resident Evil 4, venne pubblicato anche su PlayStation 2, spingendo le vendite (solo su quella console) a ben oltre 3,50 milioni di copie.
Resident Evil 4 fu l'ultimo capitolo della saga diretto da Mikami, poiché egli lasciò Capcom per unirsi a Clover Studio.

### Clover Studio e Platinum Games (2005-2010)
Nel 2005 Shinji si unì ai Clover Studio, dove era presente anche Hideki Kamiya, e si mise al lavoro su God Hand, un titolo per PlayStation 2 uscito nel 2006. Tuttavia il gioco riscontrò pareri della critica, certamente positivi, ma non esaltanti. Dopo God Hand i Clover Studio chiusero, e Mikami si unì al team Platinum Games fondato nel 2006. Anche qui ritrovò Hideki Kamiya e insieme si misero al lavoro su Vanquish, uno sparatutto in terza persona a tema fantascientifico, con una finestra di lancio programmata per il 2010.
Vanquish fu un successo in fatto di critica, e anche un successo commerciale con oltre 820,000 copie vendute, tuttavia fece fatica a superare il milione, come target minimo impostato dai Platinum Games. Dopo questo lavoro con i Platinum Games, Mikami, lasciò il team e ne fondò uno lui stesso: Tango Gameworks.

### Tango Gamesworks (2010-2023)
Tango Gameworks fu fondato il 1º marzo 2010, ma la sua effettiva esistenza fu annunciata solo il 18 marzo. Nell'ottobre del 2010 Tango fu acquisita da ZeniMax Media, la stessa compagnia che possiede Bethesda Softworks. Con questo team, Mikami, progetta un nuovo gioco a tema survival horror: Project Zwei, noto in seguito come The Evil Within.
Nel 2015 compare come guest star in Fallout 4, doppia infatti il robot venditore di Ramen Takahashi.
Nel gennaio 2023 viene annunciato Hi-Fi Rush per Xbox Series X e Series S e PC. Nel febbraio dello stesso anno Bethesda Softworks comunica che Shinji Mikami ha deciso di allontanarsi da Tango Gameworks. Nell'ottobre 2023 fonda KAMUY.